# ماتيا ماتيفسكي
ماتيا ماتيفسكي (بالمقدونية Матеjа Матевски، ولد في إسطنبول يوم 13 مارس 1929)، شاعر مقدوني وناقد مسرحي ومترجم، عضو في أكاديمية العلوم والفنون المقدونية ورئيسها في 2001 – 2004. يعتبر من رواد الشعر المقدوني المعاصر.

## سيرته
تخرج من كلية الآداب في سكوبيه، ثم عمل محرراً في الراديو، ومنذ سنة 1967 كان مدير راديو وتلفزيون سكوبيه. عمل رئيس تحرير لعدد من المجلات كما درّس تاريخ الدراما في كلية الفنون المسرحية في سكوبيه. ترأس اتحاد كتاب مقدونيا [خطأ: تحقق من وسيط ورمز اللغة] وكان فترة رئيس لجنة مهرجان أمسيات ستروغا الشعرية.
حصل على جائزة الإكليل الذهبي في سنة 2011.
نُشر له نحو ثلاثين كتاباً شعرياً، وتُرجمت قصائده إلى عشرين لغة. كما نشر نحو أربعين كتاباً من الترجمات الشعرية عن اللغات الإسبانية والفرنسية والروسية والصربية والسلوفينية والألبانية.